# Obu-myeon
Obu-myeon (koreanska: 오부면) är en socken i den södra delen av Sydkorea, 245 km söder om huvudstaden Seoul.  Den ligger i kommunen Sancheong-gun i provinsen Södra Gyeongsang.